# Micromeria pseudocroatica
Micromeria pseudocroatica là một loài thực vật có hoa trong họ Hoa môi. Loài này được Šilic mô tả khoa học đầu tiên năm 1979.